# Abbaretz
Abbaretz – miejscowość i gmina we Francji, w regionie Kraj Loary, w departamencie Loara Atlantycka.
Według danych na rok 2010 gminę zamieszkiwało 1916 osób, a gęstość zaludnienia wynosiła 30 osób/km²  Jej burmistrzem jest Jean-Pierre Possoz.